# Nemoria epaphras
Nemoria epaphras là một loài bướm đêm trong họ Geometridae.